# Famille Pollacsek

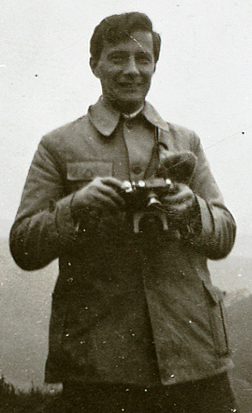
Michael Polanyi, frère de Karl Polanyi, nés tous les deux Pollacsek.

La famille Pollacsek, dont l'une des branches a évolué tardivement vers le patronyme Polányi,, est une famille hongroise d'origine juive, dont les membres ont joué un rôle de premier plan dans l'histoire intellectuelle de la Hongrie.

## Origines et histoire
La famille serait originaire de Russie et la branche connue possédait déjà un moulin à Ungvár au XVIIIe siècle. Alors qu'Enoch Pollacsek fait partie des riches familles juives du comitat d'Árva, une partie de la famille s'installe au XIXe siècle à Vienne, la capitale impériale.

## Généalogie
- Enoch Pollacsek (XVIIIe siècle-?)
  - Mihály Pollacsek (≈1790-≈1850) + Regina Pollacsek
    - Vilmos Pollacsek
    - Adolf Pollacsek (1810-1871) + Zsófia Schlesinger
      - Mihály Pollacsek (1848-1905) + Cecília Wohl (1862-1939)
        - Laura Polányi (1882-1959) + Sándor Striker
          - Éva Amália Striker (1906-2011) + Hans Zeislel (1905-1992)

        - Adolf Polányi (1883-1906) + Frida Szécsi
          - Tamás Polányi (1918-2007) + Alíz Révész

        - Károly Polányi (Karl Polanyi) (1886-1964) + Ilona Duczyńska (1897-1978)
        - Mihály Polányi (Michael Polanyi) (1891-1976) + Magda Kemény
          - János Károly Polányi (John Charles Polanyi) (1929-) + Anne Ferrar Davidson

        - Pál Polányi (1893-1904)
        - Zsófia Polányi (1888-1941) + Egon Szécsi (1882-1941)
          - Károly Szécsi (1919-1941)

      - Vilma Pollacsek + Seidler Seidler
        - Ernő Seidler (1886-1938) + Estelle Mintz
        - Emmi Seidler + Emil Lederer (1882-1939)
        - Irma Seidler (1893-1911) + Károly Réthy (1884-1921) ; liée dans sa jeunesse à Georg Lukács

      - Teréz Pollacsek
        - Ödön Pór (1883-1973)
        - Ernő Pór, né Pollacsik (1848-1943)

      - Klementina Pollacsek + Dr. Polgárdy Leopold/ Offenheimer Leopold
      - Lujza Pollacsek (1846-?) + Gyula Schlesinger
        - Sámuel Ármin Schlesinger (Ervin Szabó) (1877-1918)

      - Károly Pollacsek (1845-?) + Irma Pollacsek
        - Matild Pollacsek + Márk Vedres, né Weinberger (1870-1961)